# Marton (Neuseeland)
Marton ist eine Stadt im Rangitikei District der Region Manawatū-Whanganui auf der Nordinsel von Neuseeland. Die Stadt ist Sitz des Rangitikei District Council.

## Geographie
Die Stadt befindet sich rund 37 km nordwestlich von Palmerston North und rund 6 km westlich des Rangitīkei River in der weiten Ebene des Flusses und seiner Nebenflüsse. Bis zur Küste der South Taranaki Bight sind es rund 18 km.

## Geschichte
Marton wurde 1866 unter dem Namen Tutaenui gegründet und 1869 in Marton umbenannt. Marton war ursprünglich eine von Landwirtschaft geprägte Stadt, das änderte sich, als 1878 die Eisenbahnverbindung des North Island Main Trunk Railway durch die Stadt verlief und in Folge mit Palmerston North and Auckland und über die Marton-New Plymouth Line mit New Plymouth im Nordwesten verband. Als Folge hielt die Industrialisierung Einzug. Noch heute besitzt die Stadt eine Textilindustrie.

## Bevölkerung
Zum Zensus des Jahres 2013 zählte der Ort 4548 Einwohner, 2,8 % weniger als zur Volkszählung im Jahr 2006.

## Infrastruktur

### Straßenverkehr
Marton ist über die Calico Line mit dem 3 km östlich vorbeiführenden New Zealand State Highway 1 verbunden. Der New Zealand State Highway 3 führt rund 6 km südwestlich an der Stadt vorbei und kann über die nach Westen verlaufende Wanganui Road erreicht werden.

### Eisenbahnverkehr
Der Bahnhof der Stadt liegt an der North Island Main Trunk Railway, die Auckland im Norden und Wellington im Süden verbindet. Hier zweigt die Bahnstrecke Marton–New Plymouth ab.